# DJ Kiss
DJ Kiss はアメリカのDJ兼モデル。ルイジアナ州生まれ、ニューヨーク在住。ウィルヘルミーナ・モデルズ所属。

## 来歴
DJ KissはNFL、NARS Cosmetics, Nordstrom,　Farfetch等のイベントで活動。 
マドンナ、Pディディ,　ルイ・ヴィトン、アレキサンダー・ワン、コーチ、フェラガモ、シャネル、Tiffany&Co等のセレブリティや高級ブランドのイベントでも活躍。